# アシコ
アシコ（英語: Ashiko）は、打楽器の一種である。

## 歴史
アシコの起源は、主に現在のナイジェリアとベナンのヨルバ文化に遡り、「アシコ」という名前は、ヨルバ語で「太鼓」または「時間枠」や「自由」を意味している。アシコはヨルバ文化において長い歴史があり、祝い事の際やコミュニケーションをとる際のトーキングドラムとして使われてきた。伝統的なアシコは、一本の木片から手彫りされており、現在のようにまっすぐな円錐形ではなかった。
アシコは、1950年代から1960年代にかけて、ヨルバ族のミュージシャンであるババトゥンデ・オラトゥンジが結成した打楽器アンサンブルの人気により、アメリカをはじめ広範囲に知られるようになった。
1980年代にオラトゥンジがグレイトフル・デッドのオープニングアクトを務めて以来、西洋諸国を中心にさらに広まり、人気の打楽器となった。今でも人気は残っているが、ジャンベ、コンガ、ボンゴなどの打楽器に人気が移っている。

## 特徴
先細りの円筒形または円錐台形の太鼓で、広い方の端にヘッドがあり、狭い方の端は開いている。硬材で作られ、通常は子牛の皮で覆われている。今日では、人気の高いジャンベの高音を模倣するために、山羊の皮が使用されることもある。手で演奏し、ロープで調律する。
ヤギ皮のヘッドが共通している関係で、ジャンベ、またコンガとの音響上の類似点があるが、
アシコにはジャンベやコンガとは異なる伝統的な演奏テクニックがあり、ジャンベの同等品でも派生品でもないため、「ジャンベとコンガの中間」と見なすことは誤りである。これに加えて、ジャンベの起源はマリ帝国に関連しているので地理的な違いもある。
西洋で生産される現代のアシコは、垂直の板で作られていることが多く、最近では、ラグと金属の鋲で調律されたアシコも生産されている。牛皮を使用する製造業者もあれば、アシコをアフロ・キューバン・ジャズのコンガに似せようとする製造業者もある。

## 著名な演奏者
- ババトゥンデ・オラトゥンジ
- 梶山敏弘